# Bolesław Kraupa

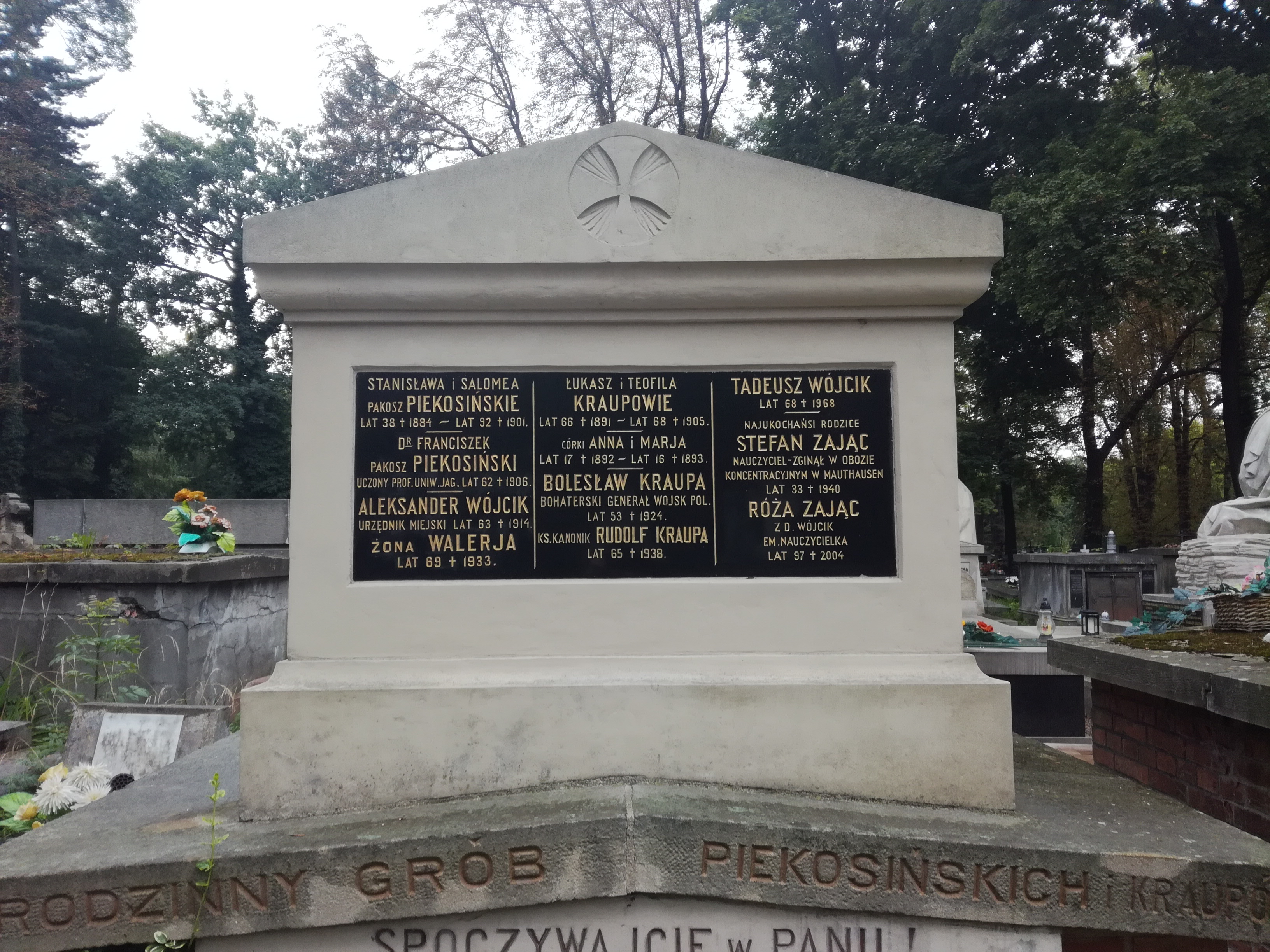
Grób Franciszka Piekosińskiego i Bolesława Kraupy na cmentarzu Rakowickim

Bolesław Kraupa (ur. 17 listopada 1871 w Podgórzu, zm. 15 grudnia 1924 w Warszawie) – generał brygady Wojska Polskiego.

## Życiorys
Urodził się 17 listopada 1871 w Podgórzu, w ówczesnym powiecie wielickim Królestwa Galicji i Lodomerii, w rodzinie Łukasza (zm. 1891) i Teofili z Wójcików (zm. 1905). Miał brata Rudolfa (1873–1938), księdza. W latach 1887–1891 kształcił się w Szkole Kadetów Piechoty w Łobzowie. Od 1892 oficer zawodowy austriackiej piechoty, na kolejnych stanowiskach dowódczych. Jako dowódca kompanii walczył w 1914 na froncie rosyjskim. 13 września 1914 dostał się do niewoli rosyjskiej, w której przebywał do 31 grudnia 1917. 1 marca, po powrocie do monarchii austro-węgierskiej, powierzono mu funkcję zastępcy komendanta batalionu zapasowego 13 pp. Od 1 czerwca do 25 października 1918 dowodził na froncie włoskim batalionem 9 pułku piechoty. 1 listopada 1918 został mianowany podpułkownikiem ze starszeństwem z 1 sierpnia 1917 i 475. lokatą.
Z dniem 1 listopada 1918 został przyjęty do Wojska Polskiego z byłej armii austro-węgierskiej, z zatwierdzeniem posiadanego stopnia podpułkownika i przydzielony do Okręgu Generalnego Kraków. Organizator i dowódca 13 pułku piechoty. 4 kwietnia 1919 został formalnie mianowany dowódcą 13 pp przez Naczelnego Wodza. 25 lutego 1920 został dowódcą XVI Brygady Piechoty. Na tym stanowisku 22 maja 1920 został zatwierdzony z dniem 1 kwietnia 1920 w stopniu pułkownika, w piechocie, w grupie oficerów byłej armii austriacko-węgierskiej. Od 23 stycznia 1921 dowodził 8 Dywizją Piechoty w zastępstwie pułkownika Stanisława Burhardt-Bukackiego. 25 września tego roku, po przejściu 8 Dywizji Piechoty na organizację pokojową, został wyznaczony na stanowisko dowódcy piechoty dywizyjnej, pozostając oficerem nadetatowym 32 pułku piechoty. Od 15 lutego 1922 ponownie dowodził w zastępstwie 8 DP. 3 maja 1922 został zweryfikowany w stopniu pułkownika ze starszeństwem z dniem 1 czerwca 1919 i 23. lokatą w korpusie oficerów piechoty, a jego oddziałem macierzystym był nadal 13 pułk piechoty. 15 stycznia 1923 został powołany na kurs wyższych dowódców przy Wyższej Szkole Wojennej w Warszawie. Z dniem 10 grudnia 1923 został mianowany dowódcą 28 Dywizji Piechoty w Warszawie. 11 marca 1924 został przeniesiony na stanowisko dowódcy 27 Dywizji Piechoty w Kowlu. 31 marca 1924 prezydent RP Stanisław Wojciechowski, na wniosek ministra spraw wojskowych, gen. dyw. Władysława Sikorskiego, awansował go na generała brygady ze starszeństwem z 1 lipca 1923 i 12. lokatą w korpusie generałów. 19 października 1924 został zwolniony ze stanowiska dowódcy 27 DP i przeniesiony do dyspozycji ministra spraw wojskowych. Zmarł 15 grudnia 1924 w Wojskowym Instytucie Przyrodoleczniczym im. Józefa Piłsudskiego w Warszawie na „udar serca”. Pochowany na cmentarzu Rakowickim w Krakowie (pas 32, wsch.). Był kawalerem, bezdzietnym.

## Ordery i odznaczenia
- Krzyż Srebrny Orderu Wojskowego Virtuti Militari nr 1810 – 26 marca 1921[24]
- Krzyż Walecznych po raz pierwszy[25]
- Krzyż Walecznych po raz drugi – 12 lipca 1921 „za męstwo i osobistą odwagę okazane w walce z nieprzyjacielem w obronie Ojczyzny”[26]
- Krzyż Komandorski Orderu Gwiazdy Rumunii – 5 czerwca 1924[27]

austro-węgierskie
- Order Korony Żelaznej 3. klasy z dekoracją wojenną i mieczami[28] – 18 sierpnia 1918[6]
- Krzyż za 25-letnią służbę wojskową dla oficerów – 17 listopada 1913[6]
- Brązowy Medal Jubileuszowy Pamiątkowy dla Sił Zbrojnych i Żandarmerii – 2 grudnia 1898[6]
- Krzyż Jubileuszowy Wojskowy – 2 grudnia 1908[6]
- Medal Pamiątkowy Bośniacko-Hercegowiński – 1909[6]
- Krzyż Pamiątkowy Mobilizacji 1912–1913 – 10 sierpnia 1913[6]